# فرانك ستيفنز
فرانك ستيفنز (26 أبريل 1889 في المملكة المتحدة - 9 أغسطس 1970 في المملكة المتحدة) (بالإنجليزية: Frank Stephens)‏ هو لاعب كريكت بريطاني (وحمل سابقاً جنسية المملكة المتحدة لبريطانيا العظمى وأيرلندا). لعب مع نادي وارويكشاير للكريكيت ‏.

## وصلات خارجية
- فرانك ستيفنز على موقع إي آس بي آن كريك إنفو (الإنجليزية)